# Tomskavia
Tomskavia (Russisch: Томск Авиа) is een Russische luchtvaartmaatschappij met haar thuisbasis in Tomsk. Zij voert passagiers-,vracht- en charter-vluchten uit en werkt daarbij samen met S7 Airlines.

## Geschiedenis
Tomskavia is opgericht in 1994 onder de naam Tomskavia Air Enterprise als opvolger van Aeroflots Tomsk divisie.
Vanaf 1999 wordt de naam Tomskavia gebruikt.

## Vloot
De vloot van Tomskavia bestaat uit:(okt.2006)
- 4 Yakolev Yak-40
- 2 Antonov AN-26B
- 3 Antonov AN-24RV